# Guardia Sanframondi
Guardia Sanframondi è un comune italiano di 4 458 abitanti della provincia di Benevento in Campania.
Dal XII secolo al 1806 ha fatto parte della contea di Cerreto Sannita che è stata retta prima dalla famiglia Sanframondo e poi, a partire dal XV secolo, dalla famiglia Carafa. Il suo nome deriva proprio dalla famiglia Sanframondo che la dotò di un possente castello a guardia della Valle Titernina, teatro di almeno due assedi nel corso del Quattrocento.
Il comune è conosciuto principalmente per i suoi vini pregiati e per i riti settennali di penitenza in onore dell'Assunta.

## Geografia fisica

### Territorio
Guardia Sanframondi fa parte della comunità montana del Titerno. Si presenta come un caratteristico borgo medievale dominante l'intera Valle Telesina.
Il suo territorio è quasi esclusivamente collinare per cui gode di un clima mite e di un ampio panorama; solo la parte meridionale, che protende verso il corso del fiume Calore, è pianeggiante. Le aree in quota sono caratterizzate da boschi di conifere e querce, per il resto il territorio guardiese è dominato da vaste distese di vigneti e oliveti.

#### Geologia
Il territorio guardiese è caratterizzato da un complesso geolitologico arenaceo-calcareo-argillitico, costituito da una successione di argilliti policrome, calcareniti e calciruditi, e arenarie; tale complesso può includere litologie e/o successioni litologiche prevalentemente argillose e marnose-calcaree.
Classificazione sismica: Zona 1 "Alta sismicità", (Ordinanza PCM n. 3274 del 20/03/2003, aggiornato al 16/01/2006).

#### Idrografia
Il comune di Guardia Sanframondi è attraversato da diversi corsi d'acqua a carattere torrentizio:
- torrente Seneta; affluente del Rio Grassano;
- torrente Ratello, a poche decine di metri dalla sua sorgente inizia il suo percorso ipogeo, ritorna in superficie solo dopo aver attraversato l'intero centro abitato nei pressi di Via Costarella, punto in cui è possibile ammirare suggestivi panorami;
- Rio Capuano.

## Storia

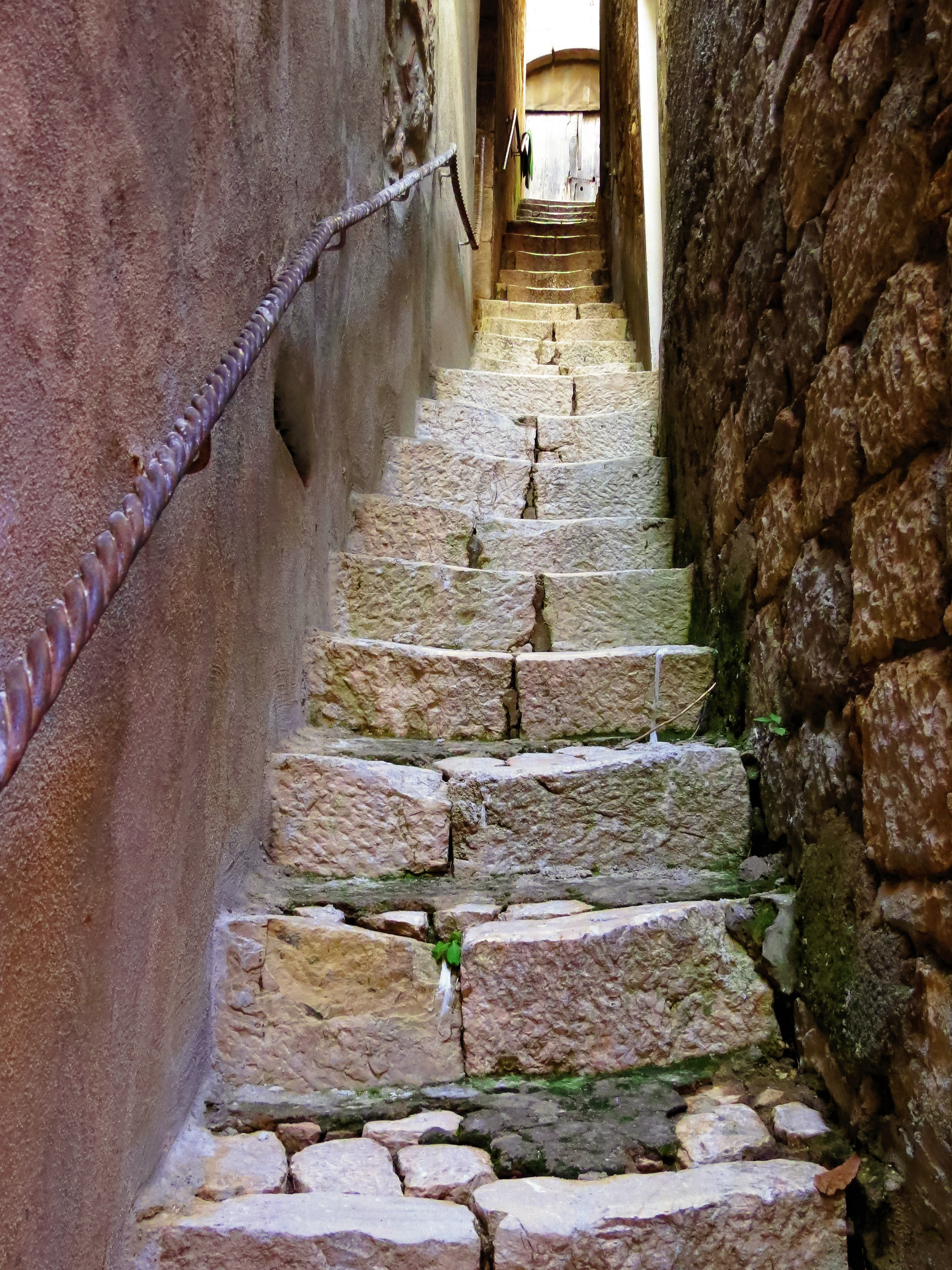
Salita Monte dei Pegni.

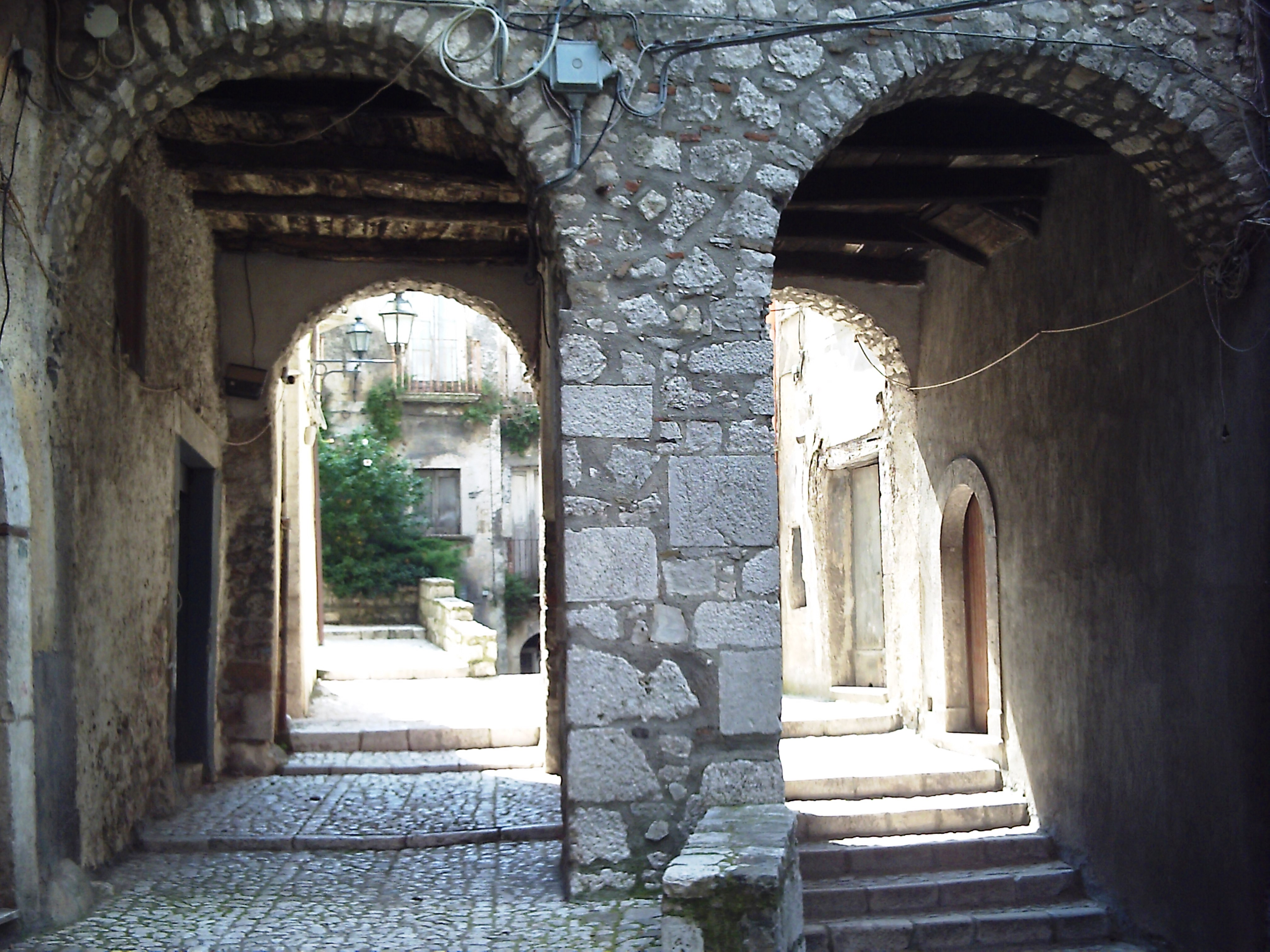
Portici nel centro storico.

Diverse sono le opinioni degli studiosi circa le origini della cittadina, che alcuni fanno risalire ad epoca romana o sannita, altri ad epoca longobarda, altri ancora al periodo normanno. È certo che questo territorio è stato abitato fin da tempi antichissimi. A testimonianza del fatto diversi ritrovamenti di manufatti litici del paleolitico inferiore in contrada Starze e in contrada Limata nel vicino comune di San Lorenzo Maggiore, (un'“amigdala” di tipo chelleano conservata nel Museo della Società Antropologica di Parigi). Altri manufatti in pietra di età neolitica sono stati ritrovati nella Grotta Sant'Angelo di Cerreto Sannita: gli scavi diretti dal locale antropologo Abele De Blasio nel 1896 portarono alla luce cocci di creta, una punta di lancia silicea, frammenti di ossa animali. La suddetta grotta fu dimora dell'uomo anche nella successiva età del bronzo, come dimostra il ritrovamento di asce di bronzo, monili vari, punte di lancia, fibule, un rasoio, uno scarnatoio o scarificatore, un ago da cucire, quattro ciondoli. A testimonianza dell'età del ferro ci sono in particolare un dolmen, cioè un monumento sepolcrale, una punta di lancia di ferro, due fusaiole, dei menhir (questi ultimi abbattuti ed andati perduti).
A favore della tesi romana o sannita viene citata la favorevole posizione geografica, ideale per qualsiasi insediamento di carattere militare; difatti alcuni studiosi pensano di ubicare l'antica città di Fulfulae proprio sulle pendici del Monte Ciesco. L'ipotesi longobarda è strettamente legata alla suddivisione della loro società in liberi, nobili proprietari terrieri, soldati di diritto detti arimanni, i cosiddetti aldii, ed infine i servi; a quest'ultima categoria appartenevano gli abitanti delle campagne obbligati a lavorare per i propri padroni. In ogni contado si ebbero corti, condome, masse, vichi e casali. Tra i vichi, solo in un documento dell'anno 856, viene nominato un Vicus de Tremundi, successivamente alterato in Vico San Fremondo che, secondo alcuni storici locali vissuti nel XIX secolo, avrebbe dato origine all'odierna Guardia Sanframondi. Questa tesi è stata scartata da un recente studio che, prendendo in esame il documento originario, evidenzia come il nome del comune derivi invece dalla famiglia francese dei Sanframondo (Sancto Fraymundo) che nel XII secolo ebbe in feudo Cerreto e i comuni vicini fra cui Guardia. In seguito la località assunse il nome di Warda, che significarebbe luogo di guardia o di vedetta: infatti dalla collina guardiese si riesce a controllare l'intera Valle del medio e basso corso del fiume Calore fino alla piana a ridosso di Maddaloni.
I conti Sanframondo dotarono Guardia di un possente castello il quale fu teatro di due memorabili assedi. L'11 giugno 1440, sotto minaccia di distruzione, il conte Guglielmo IV Sanframondo si dové sottomettere al nuovo sovrano Alfonso V d'Aragona. Nel 1461 i Sanframondo pagarono definitivamente la loro fedeltà alla Francia quando, dopo un assedio e un saccheggio da parte delle truppe di Ferdinando I di Napoli, persero i loro feudi e furono costretti all'esilio. Alla famiglia Sanframondo succedettero i Carafa, duchi di Maddaloni e conti di Cerreto Sannita, e la loro dominazione durerà fino al 1806, anno in cui fu proclamata dai francesi l'abolizione del feudalesimo. Guardia entrò così a far parte della Contea Superiore dei Carafa, avente come capoluogo Cerreto. Nel corso dei secoli il paese fu colpito anche da alcune catastrofi naturali, tra cui il terremoto del 1456, che comportò notevoli danni e numerose vittime, e quello ancor più disastroso del 5 giugno 1688 che lo distrusse quasi completamente mietendo circa 1200 vittime. Guardia venne ricostruita nello stesso posto, grazie alla tenacia e alla volontà dei suoi abitanti. Nel XVIII secolo divenne un fiorente centro della concia delle pelli, che lo rese celebre tanto da essere appellato Guardia "delle sole". Nel 1810, la commissione feudale riconobbe all'universitas guardiese la proprietà della "montagna di Guardia" e abolì i diritti baronali. Nel 1811, in età murattiana, il paese fece parte del distretto di Piedimonte d’Alife, nel 1861 passò dalla Terra di Lavoro alla neonata Provincia di Benevento.
Il 10 e 11 ottobre 1943 fu cannoneggiata dalle truppe statunitensi con conseguenti danni agli edifici e morti di civili e di tedeschi. Negli ultimi anni Guardia sta cercando di affrontare il grave problema dell'abbandono e dello spopolamento del centro storico.

## Monumenti e luoghi d'interesse
Il centro storico, sviluppatosi attorno al Castello, è stato in parte abbandonato a seguito del terremoto del 1980, conservando ancora intatti alcuni scorci medievali. Vi sono diverse e pregevoli chiese barocche anche se l'abbandono degli anni passati ha recato qualche danno all'enorme patrimonio artistico del paese. Infatti, ad eccezione del santuario dell'Assunta e della chiesa di San Sebastiano, le altre architetture religiose sono in gran parte in degrado (convento e chiesa di San Francesco, chiesa di San Rocco, chiesa di San Leonardo) mentre la chiesa dell'Ave Gratia Plena, seppur restaurata, è stata oggetto di diversi vandalismi. Lo stesso museo degli argenti è stato chiuso a seguito dei numerosi furti susseguitisi negli anni.

### Architetture religiose
- Santuario-basilica dell'Assunta

È una chiesa in stile barocco, a croce latina e a tre navate. La facciata si presenta in maniera semplice e modesta, mentre l'interno è ricco e maestoso. Alla fine di ciascuna navata si aprono tre cappelle dedicate rispettivamente al SS. Sacramento, a San Filippo Neri e all'Assunta. La navata centrale, ornata da pregevoli stucchi, è delimitata da due ordini di quattro archi sorretti da cinque colonne di pietra. La statua lignea che raffigura la Vergine è un'elegante scultura databile agli inizi del X secolo e rappresenta una Madonna con Bambino. Annesso alla chiesa è l'Oratorio dei Padri Filippini.
- Chiesa dell'Annunciata-Ave Gratia Plena

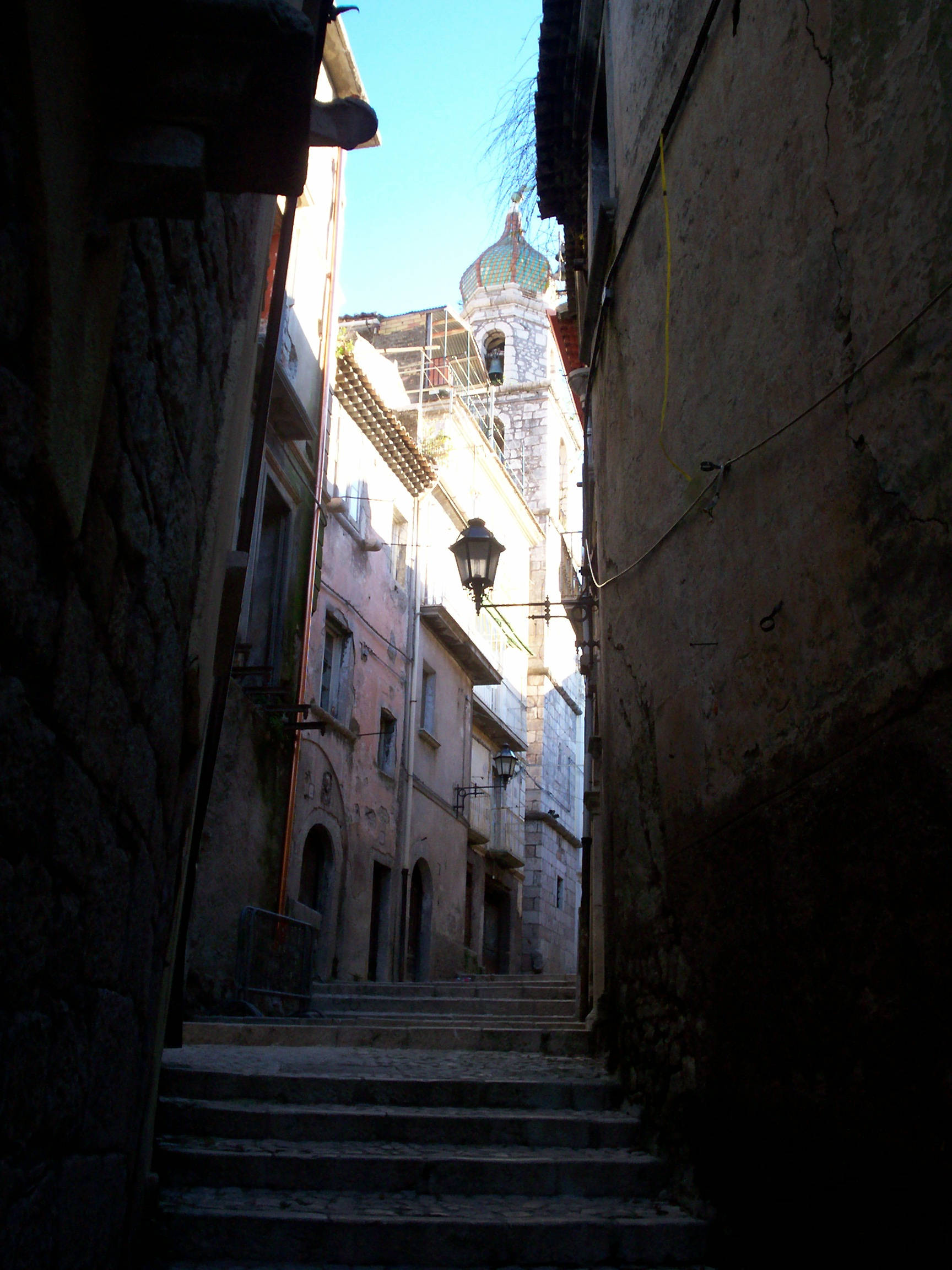
Scorcio del centro storico con in fondo il campanile della Chiesa dell'Annunciata-Ave Gratia Plena.

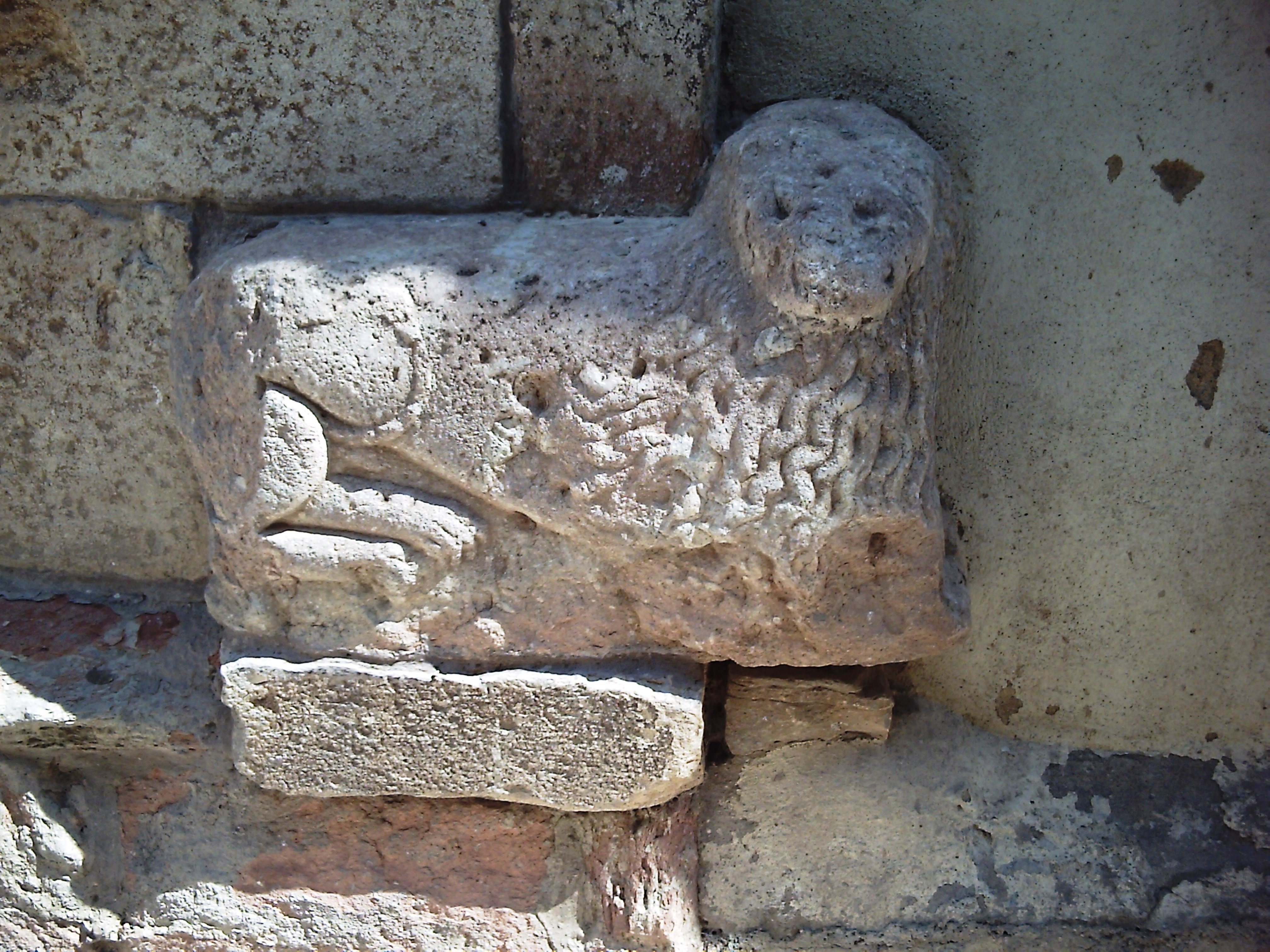
Leone scolpito alla base del campanile della Chiesa dell'Annunciata-Ave Gratia Plena.

Antico edificio di culto edificato nel XV secolo e rifatto in periodo barocco. Conserva un pregevole soffitto intagliato e dorato, originariamente anche affrescato. Attualmente non è visitabile ma i diversi dipinti, alcuni del Matteis, sono conservati nell'Oratorio dei Filippini. Il campanile è in pietra locale a cinque ordini con cupolino a cipolla rivestito da embrici maiolicati cerretesi giallo e verdi. Alla base sono delle sculture medievali di riporto.
- Chiesa di San Sebastiano

Voluta dai fabbricanti di suole nel '500, venne successivamente ampliata ed abbellita. L'attuale struttura ha un aspetto settecentesco con uno sfarzoso interno barocco ricco di stucchi dorati, affreschi del De Matteis nella volta e dipinti di autori locali e napoletani.

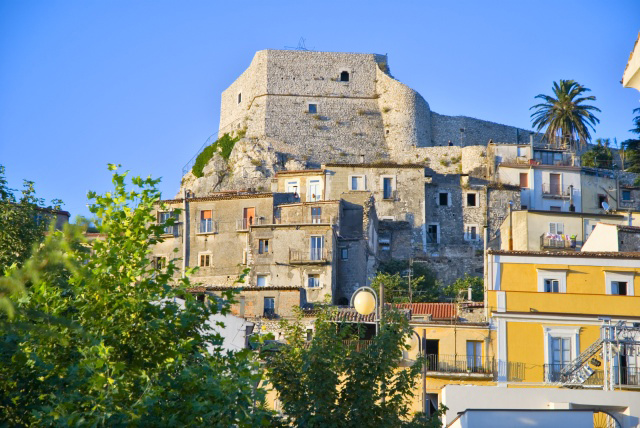
Il Castello visto dall'Oratorio dei Filippini.

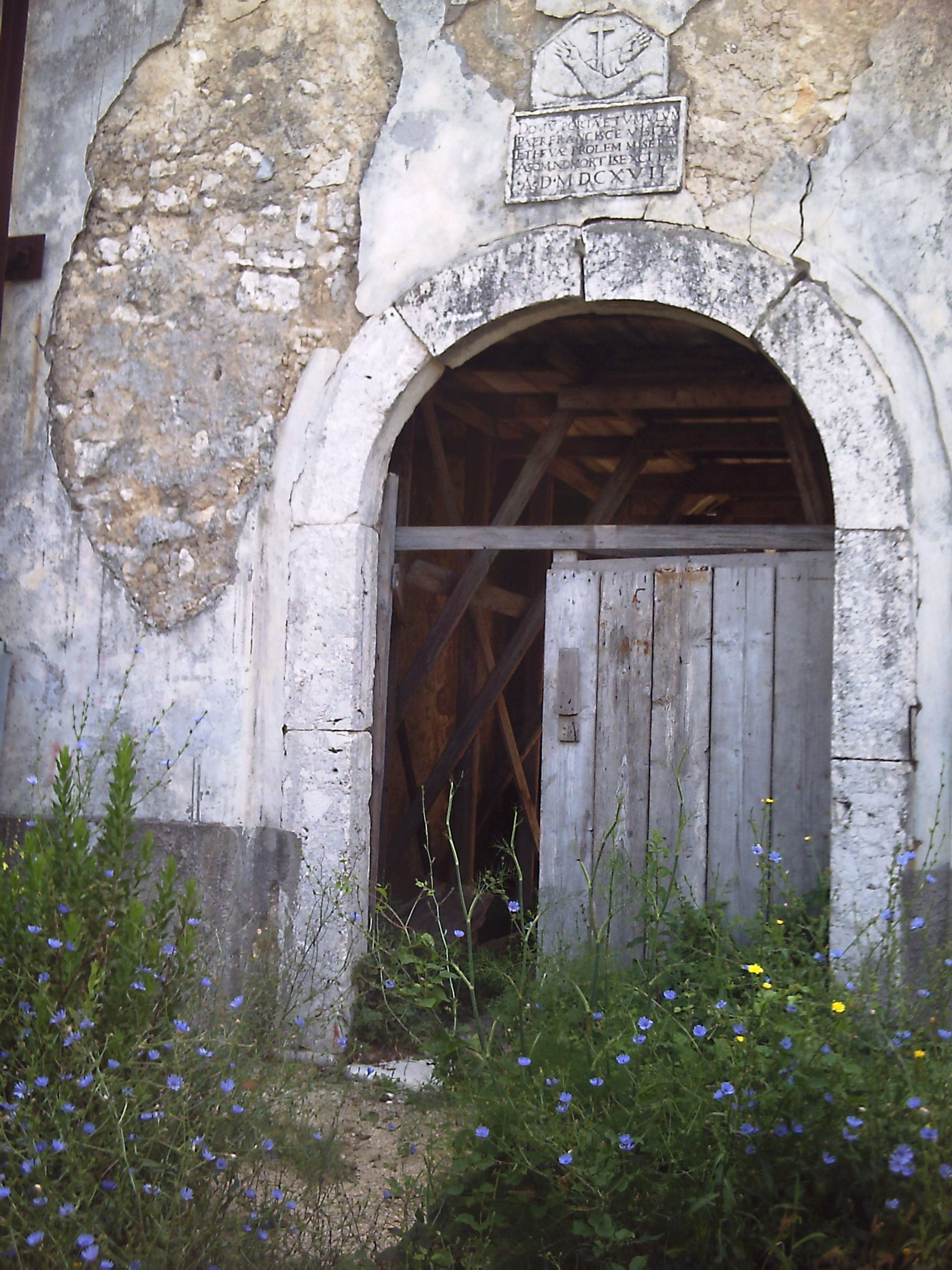
L'incuria e l'abbandono dell'antico Convento di San Francesco.

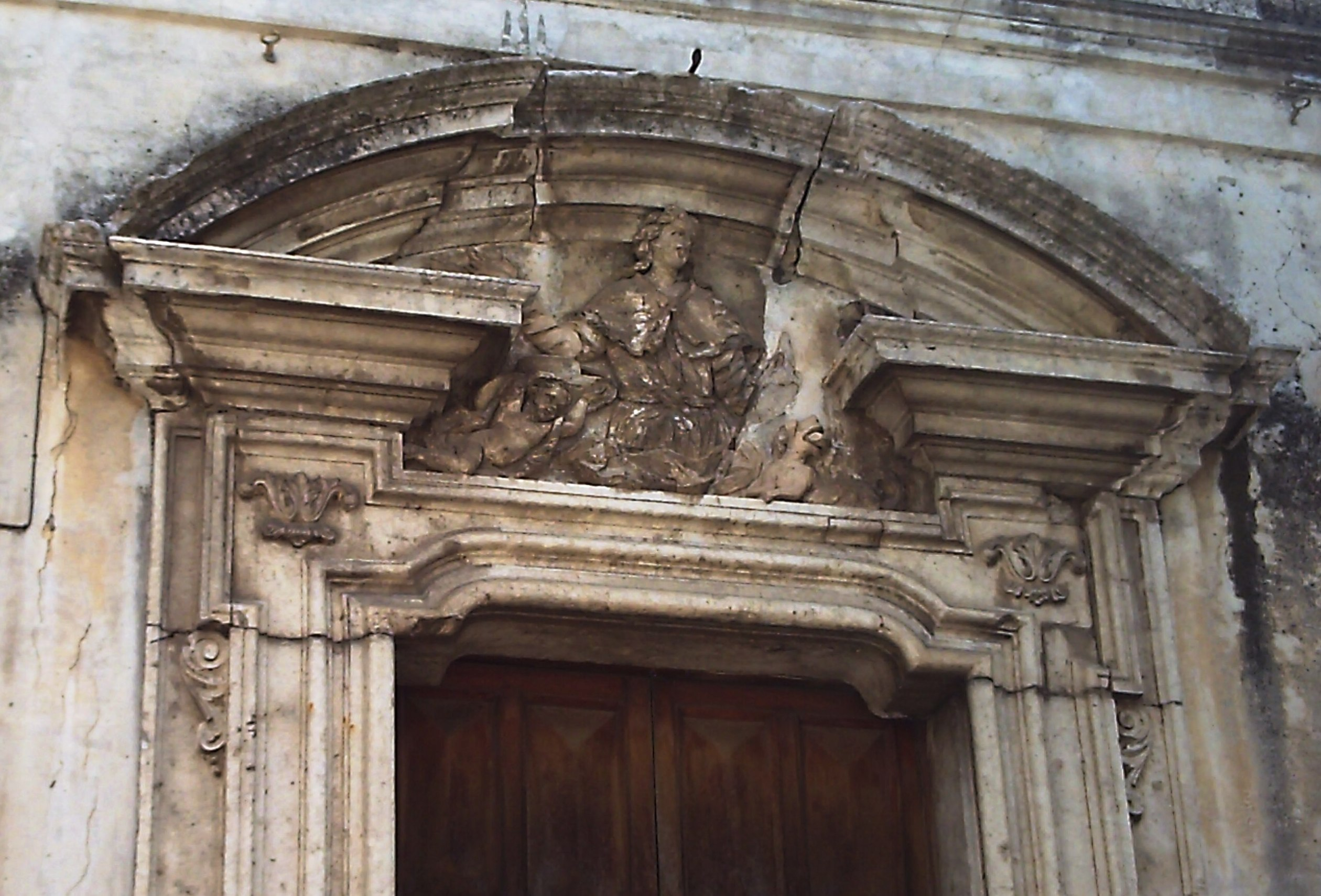
Particolare del portale della Chiesa di San Rocco.

- Chiesa di San Rocco con la sua particolare struttura ottagonale;
- Convento di San Francesco, pieno di suggestivi affreschi barocchi del locale pittore Michele Foschini;
- Chiesa di San Leonardo del XVI secolo;
- Cappella di San Pascasio, pregevole il pavimento in ceramica di Cerreto Sannita;
- Cappella della Congregazione dell'Oratorio o del SS Nome di Maria, ubicata alle spalle della Basilica Santuario in Via Spineto;
- Cappella della Madonna degli Angeli; sita in Via Fabio Golino;
- Cappella di Sant'Antonio Abate, meglio nota come Sant'Antuono.

### Architetture militari

#### Castello medievale dei Sanframondo
La struttura originaria, presumibilmente voluta dal normanno Raone di Sanframondo nel 1139, fu più volte rimaneggiata e trasformata nei secoli che seguirono. A sud fu eretta la cinta merlata divisa in cortine, con quattro torri merlate e, nella parte centrale, fu costruito il palazzo feudale con il mastio, mentre ad est fu scavato il fossato con il ponte levatoio. Anche se non era di vaste proporzioni, il castello poteva essere considerato come un forte dove una guarnigione bene armata, poteva dare filo da torcere al nemico.
Il tempo, le catastrofi e le intemperie lo hanno deteriorato notevolmente: il terremoto del 1456 arrecò i primi danni che furono rimediati solo parzialmente dalla ricostruzione ad opera degli Aragonesi nel 1461. Nel 1469 il castello fu affidato ai Carafa che lo tennero fino al 1806. Quando il feudalesimo fu abolito, rimase come dimora degli schiavi addetti alla coltivazione delle terre, che non ne ebbero più cura.
Solo nel XX secolo dopo cinque anni di restauro, realizzato in base alle notizie dateci da un manoscritto del Pingue (1702), nonché dallo studio dei ruderi esistenti, la ricostruzione di questa fortezza ha permesso il recupero dalle rovine di due grandi ambienti, dei quali uno è sede del Museo delle Farfalle l'altro di una panoramica sala convegni. Nell'enorme terrazzo, che sovrasta l'intera vallata, è stato allestito un teatro all'aperto, cornice di numerose manifestazioni nel periodo estivo, mentre nella parte inferiore, immediatamente dopo il cancello di ingresso, trova spazio un grazioso giardino pensile e un ulteriore terrazzo che permette di meglio osservare le vallate del Titerno e del medio Volturno e il massiccio del Matese. Oggi il castello è il fulcro della vita culturale del paese in quanto sede di importanti manifestazioni: dalle rassegne teatrali e cinematografiche a quelle musicali, dalle mostre d'arte e quelle fotografiche.

#### Porte
Il centro storico di Guardia Sanframondi, sviluppatosi intorno alla fortezza, era racchiuso all'interno di una cinta muraria. L'accesso al paese fortificato era possibile solo in quattro punti, dove sono ubicate le porte:
- Porta Francesca, a nord. Ingresso da Via Roma, vicinissima al castello.
- Porta Dell'Olmo, a ovest. Posta lungo l'omonima strada, permette l'accesso alla zona del centro storico denominata Vaticano.
- Porta Di Santo, a sud. Domina il sagrato della Basilica dell'Assunta.
- Porta Ratello, a est. Andata distrutta nel tempo, era ubicata all'inizio di Via Filippo Maria Guidi.

### Architetture civili

#### Palazzi

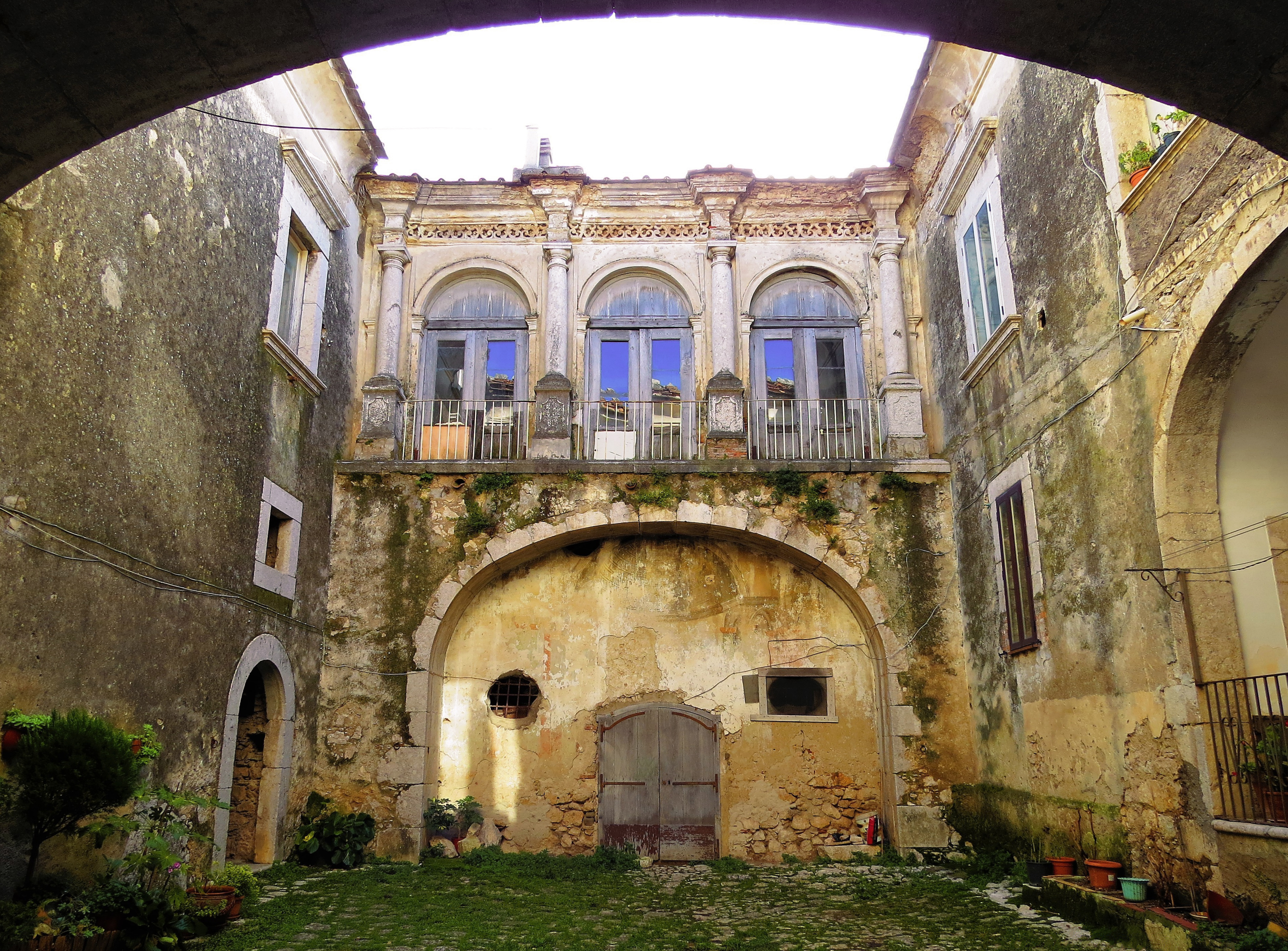
Palazzo Selleroli

- Palazzo di Corte Selleroli, sec. XVII
- Palazzo di Jecco, sec. XVII
- Palazzo Foschini, sec. XVII
- Palazzo di Bacco, sec. XVII, sede del museo del vino.
- Palazzo Marotta Romano, spazio espositivo, di recente ristrutturato
- Palazzo Palladino, sec. XVIII, ospita il Museo delle Farfalle.
- Palazzo Mastrocola, sec. XVIII
- Palazzo del Carcere Vecchio, collocato in pieno centro storico
- Palazzo Nonno, sec. XVIII, per lungo tempo sede della biblioteca comunale.
- Edificio Scolastico "Abele De Blasio", in stile razionalista, sec. XX
- Palazzo del Municipio, sede del Municipio e del Museo Civico, sec. XX
- Palazzo della Pretura, sede dell'Ufficio del Giudice di Pace e dell'Archivio-Biblioteca Comunale, sec XX

#### Fontane
- Fontana del Popolo, risalente al 1886, è ubicata su Corso Umberto I nei pressi della Chiesa di San Sebastano;
- Fontana di Piazza Antica, del 1866, posta di fronte alla Chiesa dell'AGP lungo Via Filippo Maria Guidi, in pieno centro storico;
- Fontanella, posta nell'omonima piazza nella parte bassa del paese all'ombra di un enorme platano;
- Fontanino, in via Pietralata;
- Fontana Portella, posizionata alla base nord della massa rocciosa su cui sovrasta il castello;
- Fontana del Castello, posta all'interno del giardino pensile del Castello medievale;
- Fontanina del Canalicchio, ubicata in un largo del centro storico, lungo l'omonima strada;
- Fontana San Filippo, posta nell'omonima piazza all'angolo sottostante le gradinate che salgono verso il centro storico.
- Fontanina Costarella, posta lungo l'omonima strada all'altezza dell'incrocio con via Monte Tre Croci

Lavatoi
- Fontana dei Due Mascheroni, sita in Via Fontana;
- Fontana del Calcare, posta all'incrocio tra Via Morrone, Via Monte Tre Croci e Via Galano, è stata ricavata in grotta al di sotto del livello stradale;
- Fontana del Canale, sita in Via Comunale San Francesco, necessita di un restauro;
- Fontana della Sorgenza, posta all'incrocio tra Via Sorgenza e Corso Umberto I, restaurata nel 2008;
- Le Quattro Fontane, da tempo rimossa. Era ubicata in Piazza Condotto.

##### Sorgenti
In località Pineta è situata la sorgente Fabbricata, la cui acqua è particolarmente ricca di calcio.

### Aree naturali

#### Oasi faunistica di Monte Ciesco
L'Oasi faunistica si estende per oltre 30 ettari in un crocevia di antichi sentieri sulla sommità del Monte Ciesco. È stata istituita nel 1997 per la salvaguardia di un territorio estremamente caratteristico. Il rimboschimento, essenzialmente conifere, latifoglie, tra cui castagno, acero d'Ungheria, cerro e roverella è in armonia con la vegetazione spontanea costituita prevalentemente da specie erbacee e arbustive come la ginestra e la rosa canina. La vera attrazione dell'oasi sono i cervi: per poterli ammirare è stato costruito, attraverso opere di ingegneria naturalistica, un percorso adatto a non disturbare la quiete degli animali. La fauna è arricchita dalla presenza di cavalli selvatici e uccelli sia stanziali che migratori. L'area fa parte della rete nazionale CEA (Centri di Educazione Ambientale) gestito dalla locale sezione di Legambiente.

##### Percorsi naturalistici
Diversi sono i sentieri che si snodano tra i boschi, tra cui quello che porta all'Omo Morto (823 m s.l.m.), enorme massa rocciosa che rende riconoscibile la collina di Guardia da grandi distanze e quello che giunge nel vicino comune di Cerreto Sannita presso la Morgia Sant'Angelo, massa calcarea dalle sembianze di una leonessa.

#### Laghetto
In località Pineta è presente un piccolo bacino idrografico (con una superficie di circa 500 m²) sviluppatosi a seguito dello sbarramento del Rio Capuano e utilizzato per la pesca sportiva.

#### Corso del Torrente Ratello
In pieno centro storico, tra via Costarella e Via Dietro gli Orti, la messa in sicurezza del torrente ad opera di briglie di contenimento ha reso caratteristico il corso del Ratello, dove il dislivello viene disegnato da piccole cascate.

#### Giardini pubblici
- Villa Comunale, tra via Parallela e Piazza Aldo Moro;
- Giardini "Padre Pio da Pietrelcina", alle spalle della Basilica;
- Giardino Pensile, trova spazio all'ingresso del Castello, sorretto dalle forti mura in pietra calcarea;
- Giardinetti "Sant'Antuono", retrostante l'omonima chiesetta;
- Monte Tre Croci, in via Costarella.

## Cultura

### Istruzione
- Direzione Didattica
  - Scuola dell'Infanzia e Scuola Primaria "Abele De Blasio", Via Campopiano.
  - Sezione Primavera, Via Parallela.
- Istituto Comprensivo Statale "Sebastiano Guidi", Via Campopiano.
- Liceo Scientifico Statale, Via S.Guidi (sezione associata dell'Istituto Galilei-Vetrone di Benevento).
- Istituto Tecnico Statale per l'Agraria e l'Agroindustria-Articolazione in Viticoltura ed Enologia, Via S.Guidi (sezione associata dell'Istituto Galilei- Vetrone di Benevento).
- Liceo delle Scienze Umane, (sezione associata dell'Istituto Galilei-Vetrone di Benevento).
- Scuola Materna Paritaria "Asilo Brizio", Suore Vittime Espiatrici di Gesù Sacramentato, Via S. Guidi.
- Scuola Materna Privata Paritaria "Babylandia", Via Parallela.

### Biblioteche
La biblioteca comunale ha sede all'interno del Palazzo della Pretura (ex Tribunale) in Via Padre Adolfo De Blasio. Fino a qualche anno fa era ospitata nei locali di Palazzo Nonno, nelle vicinanze del castello medievale, attualmente chiuso in attesa di restauro.

### Musei

#### Museo Civico
Ha sede al piano terra di Palazzo del municipio, in via Municipio 1. Conserva tele provenienti dalle Chiese dell'A.G.P e di San Rocco, risalenti al XVI e XVII secolo, opera del pittore Paolo de Matteis.
Museo delle farfalle, via Pietralata
La collezione, donata dagli eredi dell'avvocato Pascasio Parente, appassionato entomologo guardiese, raccoglie ed espone oltre mille esemplari provenienti ad ogni parte del mondo. Gli insetti sono collocati in cinquantasei teche di vetro costruite in modo tale da poter osservare nitidamente l'aspetto e le particolarità mimetiche degli esemplari.
Museo dei "senza storia"
Ha sede in Corso Umberto, e si tratta di una raccolta di manufatti legati all'arte della tessitura e del ricamo, nonché di eleganti vestiti della fine del XIX secolo, cuciti e ricamati a mano. Si possono ammirare un imponente telaio a mano del XVIII secolo ed altri pregevoli spazi dove sono stati minuziosamente ricostruiti un'antica cucina di campagna collegata ad una camera da letto, l'angolo del ciabattino ed altri ambienti d'epoca.
Museo degli Argenti
Inaugurato nel 1979 presso l'Oratorio dei Filippini, a seguito di diversi furti è stato chiuso. Il fondo originario conservava diverse sculture argentee barocche, argenterie napoletane dal XVII al XIX secolo, piatti per elemosina del '400 e '500.
Domus Mata
Spazio espositivo in cui vengono allestite mostre tematiche. Il museo è ospitato in via Padre Marzio Piccirillo; il palazzo è reso particolare dalla presenza di un giardino sorretto da mura in pietra.

### Cinematografia
Il borgo è stato negli anni cinquanta set di due importanti film del cinema italiano: nel 1953 Augusto Genina sceglie la Basilica Santuario dell'Assunta come set per Maddalena, le scene esterne invece sono state girate nel vicino borgo di Cerreto Sannita; nel 1955 Mario Camerini ambienta nei borghi di Guardia Sanframondi, Cerreto Sannita e San Lorenzello La bella mugnaia, film interpretato da Vittorio De Sica, Marcello Mastroianni, Sophia Loren e Yvonne Sanson.
Alla fine degli anni '80 Guardia Sanframondi è stata sede di un importante festival cinematografico: Incontri Cinematografici Internazionali con le tradizioni popolari. Registi provenienti da tutto il mondo presentavano i loro lavori aventi come tema le tradizioni e i costumi dei popoli con lo scopo di aggiudicarsi l'ambito premio, il D'uva D'oro. Le proiezioni e i dibattiti avvenivano presso il Castello dei Sanframondo, all'ingresso del quale venne eretta una struttura metallica che stilizzava una macchina da presa, in parte ancora visibile.
Nel 2014 Guardia Sanframondi viene scelta come set per l'horror movie "Janara". Film esordio alla regia di Roberto Bontà Polito con Alessandro D'Ambrosi, Laura Sinceri, Gianni Capaldi, Noemi Giangrande e Rosaria De Cicco.

### Gemellaggi
Willoughby (Nuovo Galles del Sud - Australia).
Il 6 settembre 2008 una delegazione guardiese recatasi in Australia ha firmato un "Patto d'amicizia" con la locale comunità di Willoughby, sobborgo settentrionale della città di Sydney.
Dal 15 dicembre 2017 Guardia Sanframondi è gemellata con Orria comune di nascita del pittore Paolo De Matteis.

### Itinerari religiosi internazionali
Il paese è attraversato da uno dei principali Itinerari Culturali Europei, la Via Francigena del Sud, quella variante della Via Francigena detta anche "Via Sacra Langobardorum". La Via Francigena del Sud ripercorre infatti la Via Sacra dei Longobardi, che da Roma passando per Benevento, la capitale della Longobardia del Sud, nota come Langobardia Minor,  attraverso i comuni di Faicchio, San Lorenzello, San Salvatore Telesino, Guardia Sanframondi, San Lorenzo Maggiore, Ponte, Benevento, Paduli, Buonalbergo e Pietrelcina prosegue verso la Puglia lungo l'antica Via Traiana fino a Troia per poi deviare verso il Gargano.

### Feste religiose

#### Riti settennali di penitenza in onore dell'Assunta

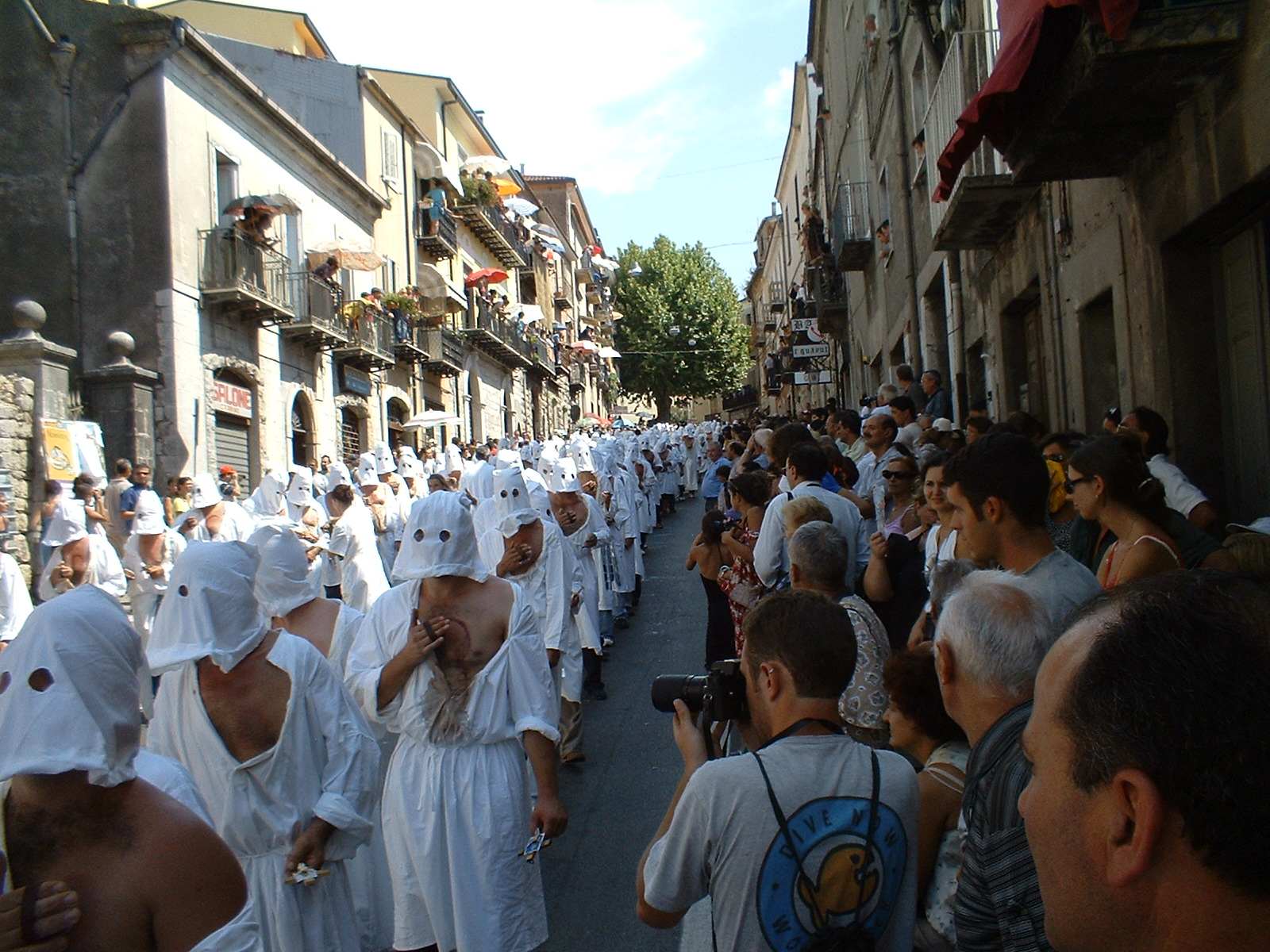
Riti settennali: processione dei Battenti.

Periodicamente si svolge un'inusuale manifestazione religiosa nota come i Riti Settennali. I riti vengono celebrati nella settimana successiva al 15 agosto, dal lunedì alla domenica. I quattro rioni del paese, ogni sette anni, danno vita a processioni ricche di rappresentazioni sacre: duemila partecipanti animano quadri plastici, detti misteri, raffiguranti episodi biblici. Alla processione della domenica prendono parte un numeroso gruppo di penitenti che, in saio bianco e cappuccio, rinnova un antico rito medioevale di flagellazione. I penitenti, con in una mano una croce di legno e nell'altra un tappo di sughero con spilli, si percuotono il petto fino a sanguinare. Il rito parte dalla basilica dell'Assunta, procedendo inizialmente all'indietro per non volgere le spalle alla Madonna. La processione con i Battenti è preceduta dal Mistero di San Girolamo Penitente.
Le celebrazioni sono state inserite fra gli otto grandi eventi della regione Campania. L'ultimo rito si è svolto dal 19 al 25 agosto 2024.

## Economia
L'agricoltura è il principale settore su cui si basa l'economia del paese, in particolare la viticultura e l'olivicoltura: diverse sono le aziende agricole legate alla vinificazione e all'estrazione dell'olio di oliva.
Da sottolineare la presenza di una cooperativa agricola sociale (una delle più grandi in Italia, con una quantità di vino prodotto di circa 240.000 ettolitri per anno di cui 4.000.000 di bottiglie prodotte, circa il 13% della produzione).
Il comune di Guardia Sanframondi è parte dell'associazione nazionale città del vino e dell'associazione nazionale città dell'olio.
Guardia Sanframondi è uno dei cinque comuni della "Sannio Falanghina Wine City - Città europea del Vino 2019”, un riconoscimento assegnato da Recevin, la rete delle 800 città del vino presenti in 11 Paesi europei.

## Società

### Evoluzione demografica
Abitanti censiti

### Etnie e minoranze straniere
Al 31 dicembre 2019 gli stranieri residenti a Guardia Sanframondi sono 167, pari al 3,45% della popolazione.
Le nazionalità maggiormente rappresentate sono:
- Romania 59
- Stati Uniti d'America 36

## Infrastrutture e trasporti
Il centro abitato è attraversato dalla S.P. 182 il cui percorso ricalca quello dell'ex S.S. 87.

### Mobilità
- Autolinee regionali AIR
- Autolinee regionali e interregionali CLP.

## Amministrazione
| Periodo | Periodo   | Primo cittadino      | Partito                         | Carica      | Note |
| ------- | --------- | -------------------- | ------------------------------- | ----------- | ---- |
| 1985    | 1990      | Renato Ciarleglio    | Democrazia Cristiana            | Sindaco     |      |
| 1990    | 1994      | Filippo Foschini     | Democrazia Cristiana            | Sindaco     |      |
| 1994    | 1995      | Floriano Panza       | Democrazia Cristiana            | Sindaco     |      |
| 1995    | 1999      | Nicola Ciarleglio    | Partito Popolare Italiano       | Sindaco     |      |
| 1999    | 2002      | Amedeo Cenniccola    | Socialisti Democratici Italiani | Sindaco     |      |
| 2002    | 2002      | Vincenzo Lubrano     |                                 | Commissario |      |
| 2002    | 2007      | Carlo Falato         | La Margherita                   | Sindaco     |      |
| 2007    | 2010      | Nicola Ciarleglio    | Lista civica                    | Sindaco     |      |
| 2010    | 2010      | Elvira Nuzzolo       |                                 | Commissario |      |
| 2010    | 2015      | Floriano Panza       | Lista civica                    | Sindaco     |      |
| 2015    | 2020      | Floriano Panza       | Lista civica                    | Sindaco     |      |
| 2020    | in carica | Raffaele Di Leonardo | Lista civica                    | Sindaco     |      |

## Sport
La squadra di calcio locale è promossa dall'Associazione Sportiva Dilettantistica FC Guardia Sanframondi costituita nel 2023. I colori sociali sono il giallo e il rosso e la squadra milita nel girone di terza categoria. La squadra disputa gli incontri casalinghi presso l'impianto sportivo San Filippo Neri, situato in Viale della Vittoria.
La squadra di ciclismo locale era il Team Liverini-Tribisonna. I colori sociali della squadra erano l'arancio, il bianco e il verde. La società è poi sparita senza chiari motivi nel 2008.
Guardia Sanframondi è stata sede di arrivo di tappa del Giro Donne 2003, con la vittoria della lituana Rasa Polikevičiūtė ed è città di tappa anche per il Giro d'Italia 2021. Guardia è località di arrivo dell'ottava tappa partita da Foggia (a 170 km di distanza), con la vittoria del ciclista francese Victor Lafay.
Fremondo Volley è la squadra di pallavolo under 14, under 16 e Prima divisione fondata nel 2001. Gli allenamenti e le partite casalinghe si tengono presso la Struttura Geodetica "San Filippo Neri", in Viale della Vittoria.
Impianti sportivi presenti sul territorio comunale:
Campo sportivo comunale San Filippo Neri in Viale della Vittoria, recuperato dai volontari dell'ASD FC Guardia Sanframondi.
Centro sportivo Ludos Guardiensis, campo da bocce, campo polivalente e campo di calcio a 5, in Piazza Sebastiano Guidi.